# Suzanne Schmitt
Pour les articles homonymes, voir Schmitt.
Suzanne Schmitt (née le 18 octobre 1928 à Paris et morte le 27 octobre 2019 à Suresnes) est une joueuse de tennis française des années 1950 et 1960. Elle est également connue sous le nom de Suzanne Le Besnerais depuis son mariage le 27 septembre 1954 avec Denys Le Besnerais, ingénieur chez Schneider, puis chez Creusot-Loire et frère d'Henry Le Besnerais.
Figure régulière des Internationaux de France, elle s'est notamment illustrée en disputant la finale du double dames de l'édition 1954 avec sa compatriote Maud Galtier. Les Françaises s'inclinent face à la paire américaine constituée par la jeune sensation Maureen Connolly (19 ans) et la doyenne Nell Hopman (45 ans). En 1955, elle est quart de finaliste en double à Wimbledon avec la hongroise Zsuzsa Körmöczy.
Elle a remporté le championnat de France de tennis (le National) en 1955 et 1957.

## Palmarès (partiel)

### Finale en double dames
| No | Date       | Nom et lieu du tournoi         | Catégorie | Surface      | Vainqueures                       | Partenaire   | Score         |          |
| -- | ---------- | ------------------------------ | --------- | ------------ | --------------------------------- | ------------ | ------------- | -------- |
| 1  | 17/05/1954 | Internationaux de France Paris | G. Chelem | Terre (ext.) | Maureen Connolly Nell Hall Hopman | Maud Galtier | 7-5, 4-6, 6-0 | Parcours |

## Parcours en Grand Chelem (partiel)
Si l’expression « Grand Chelem » désigne classiquement les quatre tournois les plus importants de l’histoire du tennis, elle n'est utilisée pour la première fois qu'en 1933, et n'acquiert la plénitude de son sens que peu à peu à partir des années 1950.

### En simple dames
| Année | Championnat d'Australie | Championnat d'Australie | Internationaux de France | Internationaux de France | Wimbledon       | Wimbledon       | US National US Open | US National US Open |
| ----- | ----------------------- | ----------------------- | ------------------------ | ------------------------ | --------------- | --------------- | ------------------- | ------------------- |
| 1950  | -                       | -                       | 1er tour (1/32)          | Betty Rosenquest         | -               | -               | -                   | -                   |
| 1951  | -                       | -                       | 1er tour (1/32)          | Jacqueline Foy           | 3e tour (1/16)  | Shirley Fry     | -                   | -                   |
| 1952  | -                       | -                       | 1er tour (1/32)          | Dorothy Head             | 1er tour (1/64) | Jean Walker     | -                   | -                   |
| 1953  | -                       | -                       | 1er tour (1/32)          | Shirley Fry              | 2e tour (1/32)  | Angela Mortimer | -                   | -                   |
| 1954  | -                       | -                       | 3e tour (1/8)            | S. Lazzarino             | 1er tour (1/64) | Vera Dace       | -                   | -                   |
| 1955  | -                       | -                       | 2e tour (1/16)           | Beryl Penrose            | 2e tour (1/32)  | Doreen Spiers   | -                   | -                   |
| 1956  | -                       | -                       | 3e tour (1/8)            | Jenny Staley             | -               | -               | -                   | -                   |
| 1957  | -                       | -                       | 2e tour (1/16)           | Erika Obst               | -               | -               | -                   | -                   |
| 1958  | -                       | -                       | 3e tour (1/8)            | Zsuzsa Körmöczy          | -               | -               | -                   | -                   |
| 1959  | -                       | -                       | 1er tour (1/32)          | Christine Truman         | -               | -               | -                   | -                   |
| 1960  | -                       | -                       | 2e tour (1/16)           | Maria Bueno              | -               | -               | -                   | -                   |
| 1961  | -                       | -                       | 2e tour (1/32)           | Jan Lehane               | -               | -               | -                   | -                   |
| 1962  | -                       | -                       | 2e tour (1/32)           | Françoise Dürr           | -               | -               | -                   | -                   |
| 1963  | -                       | -                       | 2e tour (1/32)           | Věra Suková              | -               | -               | -                   | -                   |
| 1964  | -                       | -                       | 1er tour (1/64)          | Carmen Coronado          | -               | -               | -                   | -                   |
| 1965  | -                       | -                       | 1er tour (1/64)          | Glenda Swan              | -               | -               | -                   | -                   |
| 1967  | -                       | -                       | 1er tour (1/64)          | Alena Palmeova           | -               | -               | -                   | -                   |
| 1968  | -                       | -                       | 1er tour (1/64)          | C. Sandberg              | -               | -               | -                   | -                   |

À droite du résultat, l’ultime adversaire.

### En double dames
| Année | Championnat d'Australie | Championnat d'Australie | Internationaux de France     | Internationaux de France    | Wimbledon                    | Wimbledon                  | US National US Open | US National US Open |
| ----- | ----------------------- | ----------------------- | ---------------------------- | --------------------------- | ---------------------------- | -------------------------- | ------------------- | ------------------- |
| 1950  | -                       | -                       | 1er tour (1/16) G. Jamain    | Gloria Butler Nel Hermsen   | -                            | -                          | -                   | -                   |
| 1951  | -                       | -                       | 2e tour (1/8) Nadia Guinand  | Shirley Fry Doris Hart      | 2e tour (1/16) J. Marcellin  | Joy Gannon Jean Walker     | -                   | -                   |
| 1952  | -                       | -                       | 1er tour (1/16) G. Bucaille  | Joy Gannon Pat Ward         | -                            | -                          | -                   | -                   |
| 1953  | -                       | -                       | 1/4 de finale Maud Galtier   | S. Lazzarino N. Migliori    | 3e tour (1/8) Nelly Adamson  | Ruth Bennett Jean Petchell | -                   | -                   |
| 1954  | -                       | -                       | Finale Maud Galtier          | M. Connolly Nell Hall       | 2e tour (1/16) Nelly Adamson | Heather Segal K. Hubbell   | -                   | -                   |
| 1955  | -                       | -                       | 1er tour (1/16) F. Lemal     | Fay Muller Jenny Staley     | 1/4 de finale Z. Körmöczy    | S. Bloomer Pat Ward        | -                   | -                   |
| 1956  | -                       | -                       | 1/4 de finale G. Bucaille    | Angela Buxton Althea Gibson | -                            | -                          | -                   | -                   |
| 1957  | -                       | -                       | 1/4 de finale J. Billaz      | Věra Pužejová Erika Obst    | -                            | -                          | -                   | -                   |
| 1958  | -                       | -                       | 2e tour (1/8) M. Brunnarius  | B. Vukovich V. Koortzen     | -                            | -                          | -                   | -                   |
| 1960  | -                       | -                       | 1/4 de finale J. Billaz      | Maria Bueno Darlene Hard    | -                            | -                          | -                   | -                   |
| 1961  | -                       | -                       | 2e tour (1/16) Monique Coste | Edda Buding C. Truman       | -                            | -                          | -                   | -                   |
| 1962  | -                       | -                       | 3e tour (1/8) J. Billaz      | J. Bricka M. Smith          | -                            | -                          | -                   | -                   |
| 1963  | -                       | -                       | 1er tour (1/16) A. Rouchon   | Carol Rosser E. Starkie     | -                            | -                          | -                   | -                   |
| 1964  | -                       | -                       | 3e tour (1/8) Maud Galtier   | V. Kodesova Věra Suková     | -                            | -                          | -                   | -                   |
| 1965  | -                       | -                       | 1er tour (1/32) Maud Galtier | Jill Blackman C. Mercelis   | -                            | -                          | -                   | -                   |
| 1967  | -                       | -                       | 1er tour (1/32) Maylis Burel | R. Beltrame F. Gordigiani   | -                            | -                          | -                   | -                   |
| 1968  | -                       | -                       | 1er tour (1/16) D. Bouteleux | G. Baksheeva A. Dmitrieva   | -                            | -                          | -                   | -                   |

Sous le résultat, la partenaire ; à droite, l’ultime équipe adverse.

### En double mixte
| Année | Championnat d'Australie | Championnat d'Australie | Internationaux de France      | Internationaux de France   | Wimbledon | Wimbledon | US National US Open | US National US Open |
| ----- | ----------------------- | ----------------------- | ----------------------------- | -------------------------- | --------- | --------- | ------------------- | ------------------- |
| 1952  | -                       | -                       | 2e tour (1/16) Paul Jalabert  | R. Veber Enrique Morea     | -         | -         | -                   | -                   |
| 1953  | -                       | -                       | 1er tour (1/32) Paul Jalabert | Erika Obst Horst Hermann   | -         | -         | -                   | -                   |
| 1954  | -                       | -                       | 2e tour (1/16) Paul Jalabert  | J. Kermina Mervyn Rose     | -         | -         | -                   | -                   |
| 1956  | -                       | -                       | 3e tour (1/8) Paul Jalabert   | Althea Gibson Tony Vincent | -         | -         | -                   | -                   |
| 1958  | -                       | -                       | 3e tour (1/8) Paul Jalabert   | S. Bloomer Pietrangeli     | -         | -         | -                   | -                   |
| 1959  | -                       | -                       | 1er tour (1/16) Paul Jalabert | Joan Cross John Hammill    | -         | -         | -                   | -                   |
| 1960  | -                       | -                       | 1er tour (1/32) Paul Jalabert | Ruia Morrison Lew Gerrard  | -         | -         | -                   | -                   |
| 1961  | -                       | -                       | 2e tour (1/16) Paul Jalabert  | P. Seghers S. Tacchini     | -         | -         | -                   | -                   |
| 1962  | -                       | -                       | 1er tour (1/32) X. Perreau    | Judy Tegart Ned Neely      | -         | -         | -                   | -                   |
| 1963  | -                       | -                       | 2e tour (1/16) A. Szikszai    | Norma Baylon Nikola Pilić  | -         | -         | -                   | -                   |
| 1964  | -                       | -                       | 1er tour (1/32) J. Chaban     | Maree Schacht M. Mulligan  | -         | -         | -                   | -                   |
| 1965  | -                       | -                       | 1er tour (1/32) J. Chaban     | Fay Toyne Jim Moore        | -         | -         | -                   | -                   |
| 1967  | -                       | -                       | 1er tour (1/32) Marcel Schaff | Judy Tegart Tony Roche     | -         | -         | -                   | -                   |
| 1968  | -                       | -                       | 1er tour (1/32) J. Cartier    | C. Sherriff J. Rouyer      | -         | -         | -                   | -                   |

Sous le résultat, le partenaire ; à droite, l’ultime équipe adverse.